# Олив (дворянский род)
Олив (фр. Olive) — дворянский род французского происхождения.
- Олив, Вильгельм Николаевич (Вильгельм-Симон) (?—1854) — Таврический губернский предводитель дворянства, 10.02.1872, жалован дипломом на потомственное дворянское достоинство.
  - Сын, Константин Вильгельмович (Васильевич) Олив (1829-?).
    - Вера Константиновна Андреевская (1858—1960); муж — Андреевский, Владимир Михайлович.
    - Мария (Мара) Константиновна Олив-Свербеева (1870—1963), была замужем за Ю. А. Мамонтовым и Ф. Д. Свербеевым.

  - Сын, Сергей Васильевич (Сергей-Николай-Симон) (1844—1909) — генерал от кавалерии, член Государственного совета Российской империи
    - имел сына, Михаила (1881—1956) — кавалергарда, коллекционера, женатого на дочери промышленника П. А. Харитоненко, Елене Павловне (1879—1948), в первом браке — Урусовой. В 1907 году у Георгиевской церкви состоялась дуэль между подозревавшим в супружеской неверности Елену князем Урусовым и её предполагаемым любовником бароном Михаилом Оливом. После дуэли Михаил Урусов покинул усадьбу и развёлся с Еленой Павловной, а в следующем году она вышла замуж за барона Михаила Олива[1].
      - Их сын — Андрей Михайлович (род. 1912).

  - Сын, Вильям (Вивиан) Вильгельмович Олив (12 сентября 1847, Олива — 3 апреля 1896) полковник гвардии, Таврический губернский предводитель дворянства, председатель Таврической учёной архивной комиссии.

## Описание герба
В лазоревом щите золотой лев, с червлеными глазами и языком, вооруженный серебряным с золотою рукоятью мечом, продетым чрез два золотые масличные венка. Лев сопровождается в правом углу щита золотою, о шести лучах, кометою.
На щите дворянский коронованный шлем. Нашлемник: золотой масличный венок. Намёт на щите лазоревый, подложенный золотом. Герб Олив внесен в Часть 10 Сборника дипломных гербов Российского Дворянства, невнесенных в Общий Гербовник, стр. 55.